# John Howard Northrop
John Howard Northrop (1891-1987) là nhà hóa học người Mỹ. Ông được trao Giải Nobel Hóa học năm 1946 nhờ những cố gắng trong việc điều chế, kết tinh các enzime và virus protein ở trạng thái nguyên chất. Ông cùng chung giải thưởng với Wendell Meredith Stanley và James Batcheller Sumner, hai nhà hóa học người Mỹ khác. Với sự kiên quan trọng này, năm 1946 trở thành năm đầu tiên Giải Nobel Hóa học được trao cho ba người, thậm chí ba người này có cùng quốc tịch. Đây là niềm tự hào không hề nhỏ của nền hóa học Mỹ nói riêng và nền khoa học Mỹ nói chung. Ngoài ra, Northrop còn giành Huy chương Daniel Giraud Elliot vào 7 năm trước đó, năm 1939.